# シュタイアーマルク帝国大管区

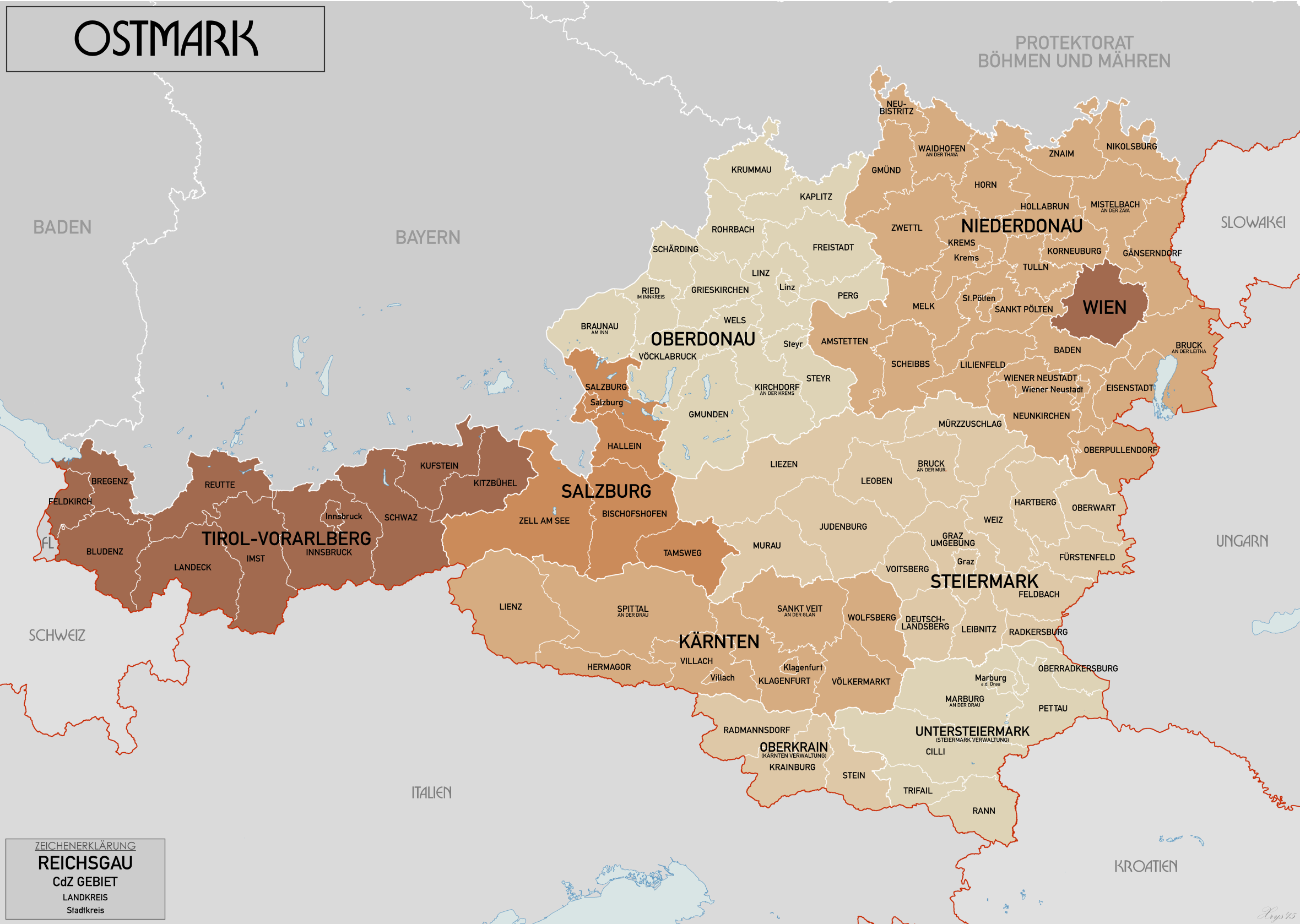
オストマルク帝国大管区群（1941年）：帝国大管区、地方および都市部

シュタイアーマルク帝国大管区
Reichsgau Steiermark (ドイツ語)

国の標語: Ein Volk, ein Reich, ein Führer（ドイツ語）
一つの民族、一つの国家、一人の総統国歌: Das Lied der Deutschen（ドイツ語）
世界に冠たるドイツ
党歌: Die Fahne hoch（ドイツ語）
旗を高く掲げよ

ナチス・ドイツの地図

シュタイアーマルク帝国大管区（シュタイアーマルクていこくだいかんく、ドイツ語: Reichsgau Steiermark）は、1938年にアンシュルスによりドイツに併合されたオーストリアの領域にナチス・ドイツが置いた7つの帝国大管区の1つである。アウスゼーアラントを除くシュタイアーマルク州とブルゲンラント州南部からなる。1939年に公布されたオストマルク法に基づいて設置され、1945年まで存続した。1939年から1942年まで、オーストリアの領域に置かれた7つの帝国大管区は総称してオストマルク帝国大管区群と呼ばれていたが、1942年にはさらにオーストリアの印象を薄めるべくドナウ＝アルプス帝国大管区群に改称された。

## 歴史と構造
シュタイアーマルク州には1926年から大管区が置かれ、1928年11月からはヴァルター・オーバーハイダッハーが大管区指導者を務めた。オーバーハイダッハーは1929年からグラーツの市議会議員も務めたが、1933年に逮捕されたのちドイツ国に移住し、1934年7月には大管区指導者を休職した。オーストリアでナチ党が非合法化されていた期間にはゼップ・ヘルフリッヒが大管区指導者を務めた。
アンシュルスによりオーストリアを併合すると、ナチ党指導部はシュタイアーマルク大管区をドイツ国南東部のモデル地区として変革することを構想した。ヘルフリッヒは1938年3月12日に州知事となったが、指導部にとってはヘルフリッヒを含む古参党員（いわゆる「アルター・ケンプファー」）はこういった新しい取り組みを任せるに足る人物ではなかった。このため若く、博士号も持っていたジークフリート・ウイバーライターに白羽の矢が立ち、1938年5月22日にヒトラーから突撃隊集団指導者・シュタイアーマルク大管区指導者に任じられた。続く1938年6月9日には州知事、同年中には中央シュタイアーマルクの突撃隊旅団指導者に任じられた。1938年10月15日にはシュタイアーマルク州にブルゲンラント州南部が編入され、一方でアウスゼーアラントはオーバーエスターライヒ州に移された。1939年にはオストマルク法が制定され、オーストリア各州は帝国大管区に移行するとともに国家代理官が置かれることになった。1940年3月31日にシュタイアーマルク州はシュタイアーマルク帝国大管区となり、ウイバーライターの州知事の職は有名無実化したが、代わって国家代理官に任じられたためその権力に変わりはなかった。大管区指導者代理は1938年3月から4月までオットー・クリスタンドル、1938年5月24日から1945年まではトビアス・ポルチーが務めた。
1942年には、下シュタイアーマルクを除くシュタイアーマルク大管区のドイツ系住民のうち10.5%以上がナチ党員であり、この数はオーストリア全体のナチ党員のうち15.5%を占めていた。また、ナチ党がオーストリアで非合法化された時点で党員だったものは30,530人おり、これはケルンテン州に次いで多かった。
1938年から1939年末までに、シュタイアーマルク州に住んでいた約3,000人のユダヤ人は、迫害やテロ、シナゴーグ等の破壊や財産の没収により国外に追放された。
シュタイアーマルク州には、マウトハウゼン強制収容所の支所がいくつか設けられていた。
ユーゴスラビアが降伏すると、下シュタイアーマルクとオーバークラインの一部はドイツ国に併合された。ウイバーライターはヒトラーから下シュタイアーマルク民政長官に任じられ、厳格なゲルマン化政策を敷いた。ウイバーライターは、下シュタイアーマルクが3年以内にドイツ化されると公言し、スロベニアの指導者は逮捕され、スロベニアの団体や文化組織も解散された他、何千人ものスロベニア人がセルビア、クロアチアあるいはドイツ国に移住させられた。さらに、1941年5月にはシュタイアーマルクから1,200人の若い教師が派遣され、約400の学校でスロベニア語ではなくドイツ語を教授言語して教育が行われるようになった。
他の大管区指導者と同様、ウイバーライターも1942年にシュタイアーマルク帝国大管区の全国防衛委員に任じられた。翌年には突撃隊上級集団指導者に昇進し、1944年からはシュタイアーマルク帝国大管区における国民突撃隊の長となった。